# 米哈乌·哈拉蒂克
米哈乌·哈拉蒂克（波蘭語：Michał Haratyk，1992年4月10日—）生于切申，是一名专长于铅球的波兰田径运动员。他曾代表波兰参加2016年里约奥运，在男子铅球项目上以19米97的成绩获得第18名，无缘决赛。米哈乌的哥哥同样是一名铅球选手。